# Горный удар
Го́рный удар — хрупкое разрушение предельно напряжённой части пласта породы (угля), прилегающей к горной выработке, возникающее в условиях, когда скорость изменения напряжённого состояния в этой части превышает предельную скорость релаксации напряжений в ней (вследствие пластических деформаций).
В горном ударе участвует упругая энергия пласта в очаге удара и энергия окружающих пород, данное явление сопровождается резким звуком, выбросом породы в горную выработку, образованием пыли и воздушных волн. Упругое расширение массива пород, прилегающих к очагу разрушения, порождает сейсмические волны, распространяющиеся при горном ударе большой силы на десятки и сотни километров. Разрушение происходит лавинообразно и совершается с образованием устойчивой по форме полости при подпоре со стороны выброшенных пород. Следствием горных ударов становятся аварии на шахтах, сопряженные с разрушением крепи и оборудования, нанесением ущерба здоровью и гибелью людей.
В качестве локальных проявлений горных ударов выделяют стреляния, толчки и микроудары.
- Стреляние горных пород (бергшляг) — это быстрое откалывание и отскакивание кусков породы от обнаженной поверхности горных выработок, сопровождающееся звуковым эффектом, возникающее вследствие их хрупкого разрушения при соответствующем напряженном состоянии. Стреляние горных пород может являться признаком возможных горных ударов.
- Толчками принято называть горные удары, проявляющиеся в разрушении угленосной толщи за пределами контуров выработок без их выброса в горную выработку.
- Микроудары характеризуются разрушением горных пород и пластов угля в пределах сравнительно небольшого объема геологического пространства при быстром их выбросе в горную выработку. Сопровождаются обычно резким звуком, образованием пыли, сотрясением горных пород и усилением газовыделения в газоносных породах.

Как правило, горные удары проявляются обычно в краевых частях подготовительных и очистных выработок, в целиках, на глубинах свыше 120—150 метров. Удароопасность тесно связана с прочностью и структурными особенностями пород кровли и угольных пластов, углами падения и глубинами разработки. Чем выше прочность угля и вмещающих пород, тем выше вероятность возникновения горных ударов. Удароопасность также повышается с увеличением глубины ведения горных работ, при наличии разрывных нарушений, разделяющих массив на крупные блоки, зон повышенного горного давления, при ведении горных работ в «особосложных условиях». Установлено также, что удароопасны в основном песчаники, известняки, пластовые жилы изверженных пород с пределом прочности на сжатие до 100 МПа, при мощности пластов 10 метров и более, залегающие на глубине более 500 метров.
В целях предотвращения горных ударов в ходе разработки угля принимаются меры по снижению горного давления на угольный пласт (опережающей отработкой неопасных соседних пластов, ведением работ без целиков угля, снижением зависания пород и др.) и уменьшению способности пласта к накоплению упругой энергии (бурение разгрузочных скважин, рыхлением камуфлетными взрывами, нагнетанием воды в пласт).